# Next Generation ATP Finals 2017
La Next Generation ATP Finals fue la 1.ª edición de la Next Generation ATP Finals, un torneo masculino de tenis juvenil que se celebró en Milán (Italia) del 7 al 11 de noviembre de 2017.
El Next Generation ATP Finals es un torneo profesional de tenis, jugado en canchas duras bajo techo, y celebrado cada año en noviembre. Las Finales Next Generation es el torneo final para los tenistas masculinos menores de 21 años, con los 7 mejores jugadores de individuales y un invitado.

## Formato
Se introducirán varios cambios innovadores en las reglas en 2017, incluyendo el mejor a cinco sets, el primero en ganar cuatro juegos en cada set, tie break al 3 iguales, puntuación sin anuncios (elección del sacador). También habrá reglas respecto al tiempo, el partido comenzará a los 5 minutos de la entrada del segundo jugador en la cancha, un reloj para sacar de 25 segundos, un límite máximo de tiempo médico por jugador y por partido, límites en cuándo los entrenadores pueden hablar los jugadores y el público podrán moverse durante un partido (excepto en las líneas de base).
En septiembre de 2017, la ATP anunció que no habría jueces de línea en el evento. El único oficial en la cancha será el juez de silla y todas las llamadas de línea serán hechas por Hawk-Eye (ojo de halcón). Sin embargo, las faltas de pies, que suelen ser llamadas por el juez de línea de base, pueden ser impugnadas y serán revisadas por una cámara fijada en los pies del servidor.

## Clasificación
Los siete mejores tenistas masculinos menores de 21 años con la mayor cantidad de puntos acumulados en Grand Slam y ATP World Tour durante todo el año calificarán al Next Generation ATP Finals 2017. Los puntos contables, incluyen a los ingresados durante todo el calendario tenístico 2017 y los últimos torneos Challengers del año pasado, posteriores al Next Generation ATP Finals 2017.

## Carrera al Campeonato

### Individuales
Ranking actualizado al 1 de noviembre de 2017.
| AUS           | FRA                | WIM     | USO     | IW      | MI      | MO      | MA      | RO     | CA     | CI     | SH     | PA     | 1      | 2      | 3      | 4      | 5      | 6      |        |        |      |    |
| 1             | Alexander Zverev   | R32 90  | R128 10 | R16 180 | R64 45  | R32 45  | CF 180  | R16 90 | CF 180 | G 1000 | G 1000 | R32 10 | R16 90 | R32 10 | G 500  | F 300  | G 250  | G 250  | SF 180 | CF 90  | 4410 | 23 |
| 2             | Andréi Rubliov     | R64 45  | R128 10 | R64 45  | CF 360  | Q1 0    | R64 25  | Q1 0   | A 0    | A 0    | A 0    | Q1 0   | R32 45 | R64 10 | G 250  | CF 90  | CF 90  | F 60   | SF 50  | SF 29  | 1229 | 20 |
| 3             | Karen Jachanov     | R64 45  | R16 180 | R32 90  | R128 10 | R64 25  | R128 10 | R32 45 | R64 10 | A 0    | R64 10 | R16 90 | R64 10 | R64 10 | SF 180 | CF 90  | CF 90  | CF 45  | CF 45  | CF 25  | 1030 | 27 |
| 4             | Borna Ćorić        | R128 10 | R64 45  | R128 10 | R32 90  | R128 10 | R32 45  | R64 0  | CF 180 | A 0    | R32 45 | R64 10 | Q1 0   | R32 70 | G 250  | R16 45 | R16 45 | R16 20 | R16 10 | R32 10 | 1001 | 25 |
| 5             | Denis Shapovalov   | A 0     | A 0     | R128 10 | R16 180 | A 0     | A 0     | A 0    | A 0    | A 0    | SF 360 | A 0    | R64 0  | R64 10 | G 80   | G 80   | R16 65 | F 48   | R16 45 | SF 33  | 981  | 22 |
| 6             | Jared Donaldson    | R128 10 | R128 10 | R32 90  | R64 45  | Q1 0    | R16 106 | A 0    | R32 61 | R64 26 | R16 90 | CF 180 | R32 45 | Q1 0   | CF 45  | R16 45 | R16 32 | CF 25  | R16 20 | R16 20 | 890  | 23 |
| 7             | Hyeon Chung        | R64 45  | R32 90  | A 0     | R64 45  | A 0     | R128 10 | A 0    | A 0    | A 0    | R16 90 | R64 10 | R32 45 | R32 45 | CF 100 | SF 90  | G 80   | R16 45 | R16 32 | R16 32 | 844  | 16 |
| 8             | Daniil Medvedev    | R128 10 | R128 10 | R64 45  | R128 10 | R128 10 | A 0     | R64 10 | A 0    | A 0    | R64 10 | R64 10 | R64 10 | Q1 0   | F 150  | SF 90  | CF 90  | CF 90  | CF 57  | CF 45  | 772  | 23 |
| ↓ Suplentes ↓ |                    |         |         |         |         |         |         |        |        |        |        |        |        |        |        |        |        |        |        |        |      |    |
| 9             | Frances Tiafoe     | R64 45  | R128 10 | R64 45  | R128 10 | Q1 0    | R64 41  | A 0    | A 0    | A 0    | R64 10 | R16 90 | R32 70 | A 0    | G 125  | G 90   | R32 20 | CF 18  | CF 17  | R16 10 | 662  | 22 |
| 10            | Stefanos Tsitsipas | A 0     | R128 35 | R128 35 | A 0     | A 0     | A 0     | A 0    | A 0    | A 0    | A 10   | A 0    | R32 70 | A 0    | G 125  | SF 102 | SF 29  | CF 20  | Q 20   | F 65   | 606  | 30 |

- 1 (Alexander Zverev se da de baja para preparar su participación en las ATP World Tour Finals 2017[1]

## Jugadores Clasificados

### Individuales
| #  | Jugador          | Puntos | Torneos | Fecha clasificación |
| -- | ---------------- | ------ | ------- | ------------------- |
| 1  | Alexander Zverev | 4165   | 17      | 14 de agosto        |
| 1  | Andréi Rubliov   | 1219   | 18      | 16 de octubre       |
| 2  | Karen Jachanov   | 1020   | 26      | 23 de octubre       |
| 3  | Denis Shapovalov | 971    | 22      | 30 de octubre       |
| 4  | Borna Ćorić      | 931    | 25      | 30 de octubre       |
| 5  | Jared Donaldson  | 890    | 23      | 30 de octubre       |
| 6  | Hyeon Chung      | 805    | 16      | 30 de octubre       |
| 7  | Daniil Medvedev  | 772    | 23      | 30 de octubre       |
| WC | Gianluigi Quinzi | 166    | 17      | 5 de noviembre      |

## Finales

### Individuales
| Fecha      | Partido         | Partido | Partido            | Resultado                |
| ---------- | --------------- | ------- | ------------------ | ------------------------ |
| 13.11.2017 | Hyeon Chung [6] | 3-1     | Andréi Rubliov [1] | 3-4(5), 4-3(2), 4-2, 4-2 |